# Maattrraan

Maattrraan, écrit et réalisé par K. V. Anand, est un film d'action indien de Kollywood sorti en 2012. L'acteur principal, Surya, y interprète des frères siamois qui affrontent les épreuves avec courage et bonne humeur ; il a pour partenaire Kajal Aggarwal. La musique est composée par Harris Jayaraj.

## Synopsis
Vimalan et Akilan sont des frères siamois à la personnalité contrastée. Alors que Vimalan est un garçon convenable qui réussit dans les études, Akilan est insouciant et peu doué. Ils font la connaissance d'Anjali dont Vimalan tombe amoureux. Les deux frères sont indifférents aux activités de leur père, un généticien dont les travaux ne sont pas reconnus mais qui a réussi à monter une entreprise florissante de boisson énergétique. La concurrence est sévère et ses rivaux ambitionnent de s'emparer de la formule de la boisson. C'est alors que Vimalan découvre qu'il y a quelque chose de trouble dans l'entreprise paternelle.

## Fiche technique
- Titre : Maattrraan
- Titre original en tamoul : மாற்றான்
- Réalisateur : K. V. Anand
- Scénario : K. V. Anand et Subha
- Musique : Harris Jayaraj
- Paroliers de la version tamoule : Na. Muthukumar, Madhan Karky, Pa. Vijay, Thamarai et Viveka
- Paroliers de la version télougou : Vanamali et Chandrabose
- Chorégraphie : Brinda
- Direction artistique : Rajeevan
- Photographie : S. Sounder Rajan
- Montage : Anthony
- Cascades et combats : Peter Hein
- Effets spéciaux : Srinivas Mohan
- Production : Kalpathi S. Aghoram
- Langue : tamoul
- Pays d'origine : Inde
- Date de sortie : 12 octobre 2012 en Inde et en France
- Format : Couleurs
- Genre : film d'action
- Durée : 168 minutes

## Distribution
- Surya : Vimalan et Akhilan
- Kajal Aggarwal : Anjali
- Vivek
- Sachin Khedekar
- Tara : mère de Vimalan et Akhilan

## Musique
La musique des cinq chansons est composée par Harris Jayaraj qui collabore pour la troisième fois avec K. V. Anand. 

### Version tamoule
Les paroles des chansons sont écrites par Na. Muthukumar (1), Madhan Karky (2), Pa. Vijay (3), Thamarai (4) et Viveka (5). Le cd sort le 9 août 2012 sous le label Sony Music et recueille des critiques positives ou réservées.
1. Rettai Kathirae interprétée par Krish, MK Balaji, Mili Nair et Sharmila (4:50)
2. Kaal Mulaitha Poovae interprétée par Javed Ali et Mahalakshmi Iyer (5:31)
3. Theeyae Theeyae interprétée par Franco, Sathyan, Aalap Raju, Charulatha Mani et Suchitra (5:23)
4. Yaaro Yaaro interprétée par Karthik et Priya Himesh (5:35)
5. Naani Koni interprétée par Vijay Prakash, Karthik et Shreya Ghoshal (5:26)

### Version télougou
Maattrraan bénéficiant d'une sortie simultanée doublée en télougou intitulée Brothers, une version des chansons dans cette langue sort le 30 septembre 2012. Les paroles sont écrites par Vanamali et Chandrabose et les chansons sont interprétées par Krish, MK Balaji, Mili Nair, Vijay Prakash, Karthik, Harini, Franco, Sathyan, Aalap Raju, Charulatha Mani, Suchitra, Priya Himesh, Javed Ali et Mahalakshmi Iyer.